# 架空の通貨

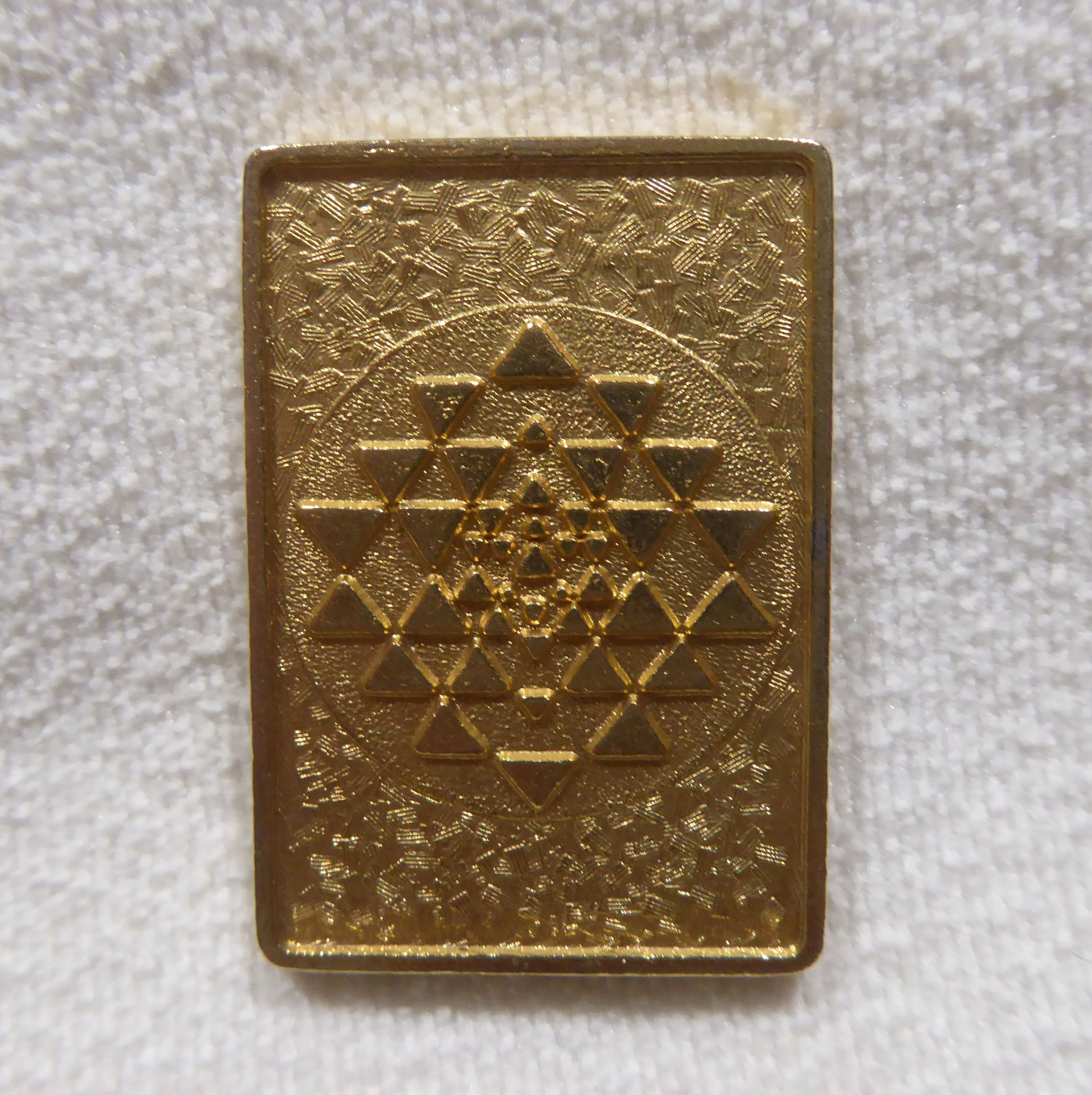
『バトルスター ギャラクティカ』SF TVシリーズ『バトルスター ギャラクティカ』に登場する架空の通貨「キュービット」。

架空の通貨（かくうのつうか）とは小説、映画、ゲームなどのフィクション作品で定義、描写、または暗示される何らかの形式での通貨のことを指す（仮想通貨とは異なる）。
現存する通貨または歴史的な通貨に基づいている場合が多い（「アルタイ"ドル"」「地球"円"」等がそれにあたる）が、作者が自ら編み出したものもあり、SFで特に一般的な通貨として、電子的に管理されることから「クレジット」という通貨を使うことが多い。

## 創作における通貨について

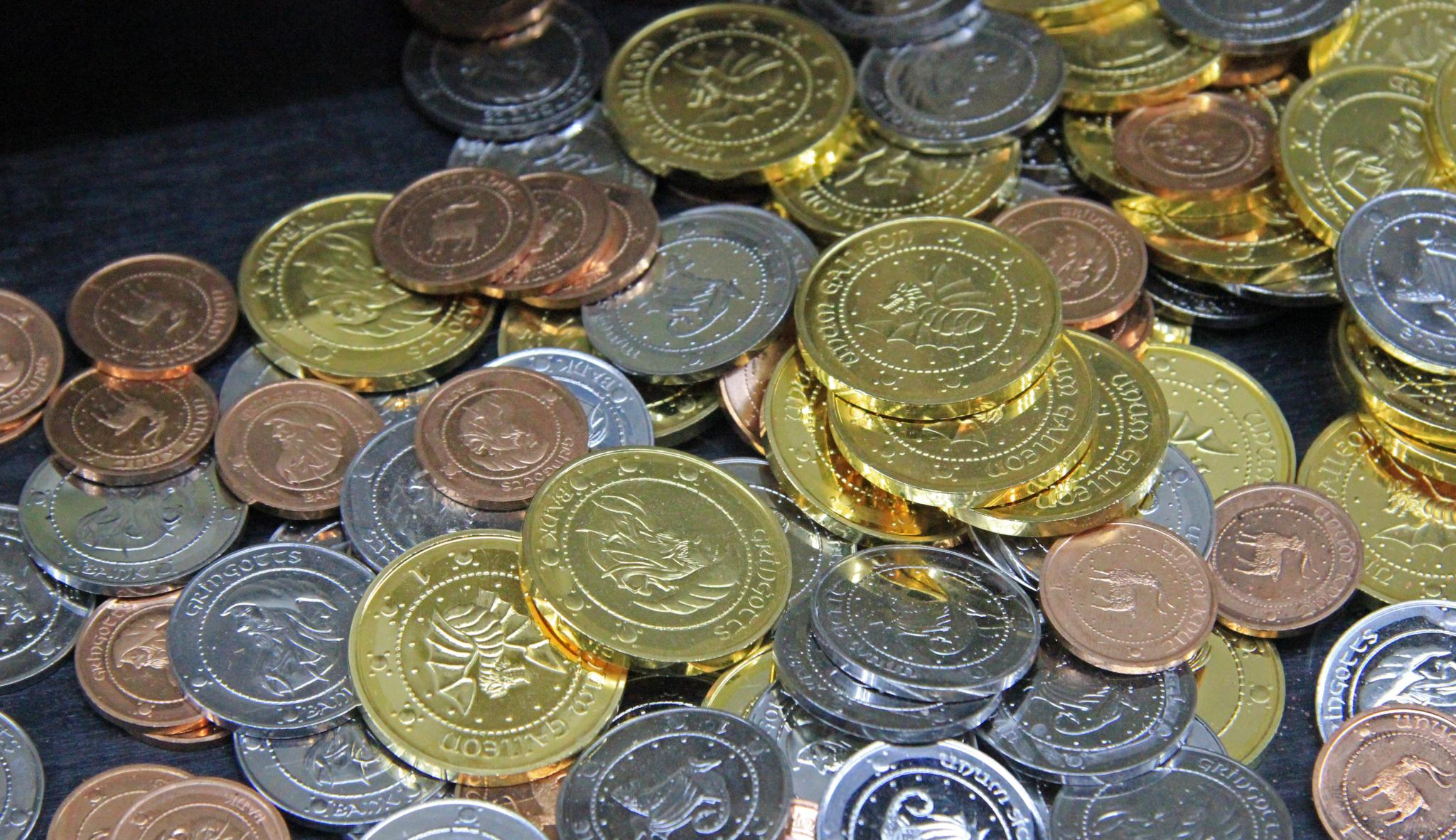
映画「ハリー・ポッター」に登場する架空の通貨である、コインの小道具。

創作の世界において、その世界独自の社会・経済を創る際、架空の通貨の名前は大きくは無視できない要素となる。通貨の名前と国との関連性は当然0ではない。例えば、舞台設定が未来で、現実世界でも使われるような通貨単位を使用した場合、歴史がどのように動いているかを示す要素の1つとして読者が考察に使うことが可能になる。
現代から逆行した歴史小説(=過去を舞台にした小説)では、当然その時代背景、舞台設定に合わせて適切な通貨を設定する必要が生まれる。
架空の通貨を作成する際、作者がその通貨が一体どのくらいの価値なのか、また、現代で実際に使用されている通貨でどのくらいなのかという、いわゆる「レート」を示す必要はほとんどない。
読者が、1単位ではマッチ一本も買えないが、それが100万単位では、大きな買い物もできる、というように、読者は直感的な把握を行うことがあるからである。

SFの世界では、現代よりも技術が進んでいることから、偽造が行いやすくなっているという問題が挙げられる。この考え方への対応として、例えば、映画『スタートレック』ではフェレンギ人が使う、複製ができない「ラチナム」で出来た通貨を登場させている。
「ハリーポッター」シリーズから例を挙げると、魔術によって偽造することができるものの、魔法で出来た偽造通貨には時間制限がある、というようにして対応している。
ジャック・ヴァンスの「魔王子」シリーズの中でも、架空の通貨が用いられる。その通貨は「SVU」(Standard Value Unit = 標準貨幣単位)とよばれ、これらは紙幣による通貨である（硬貨も存在するが、整数位未満の通貨で使用される）。
紙幣は全て偽札判定機に掛けられることでそれが贋金でないことが証明される。なお、主人公はこの贋金の判定のメカニズムを見破り、機械を破壊して贋金を大量生産している。なお、1SVUは当時、小説が刊行された1960年代から1970年代の米ドルもしくは英ポンドと同等であるとされ、物語上は標準的な労働条件における単純労働者の一時間あたりの賃金と同等としている。
タイムトラベルや主人公の深い眠り、コールドスリープなどによってとても長期的な時間が経過した作品では、登場する通貨の価値の変動が問題になる。ダグラス・アダムスによる『銀河ヒッチハイク・ガイド』では、複利によって、少額のものが大きな額になる、といった表現がある 。他にも、フレデリック・ポールの『プッシーフットの時代』のように、インフレによって過去よりも単位当たりの価値が大きく下がることもある。
他のプロット要因が通貨の価値に影響を与える可能性もあり得る。たとえば、ギャレット・P・サービズの『The Moon Metal』においては、南極で巨大な鉱床が発見されたため、それまで存在していた貴金属等の価値は下がってしまい、世界の通貨基準を金から謎の化学物質「アルテミシウム」にシフトせざるを得なくなってしまう、という表現がある。
架空の通貨の中には、「通貨そのもの」に価値があるよう設計されているものもある。 フランク・ハーバートの『デューン』シリーズでは、鋼のコインが主要な通貨であり、重量によって金よりも価値があるものとして扱われているように、通貨そのものが価値あるものである 。イアン・バンクスによるスペースオペラ作品のなかには、化学元素、土地、またはコンピューターに交換可能なコインも登場する。
ユートピアの世界では、お金のない経済だとしても、そこに交換単位を設ける場合がある。エリック・フランク・ラッセルの作品では、「obs」（義務）に基づいた好意交換を使用することがある。

## 描写の傾向
サム・ハンフリーズが「SF映画では、銀河系のどこでも、通貨は『クレジット』と呼ばれる」と常套句として指摘しているほど、未来的な作品では「クレジット」 という通貨単位が使われることが多く、「クレジット」は、デジタル通貨の一形態として想定されることが多い。